# LuK Challenge
La LuK Challenge era una corsa a cronometro a coppie di ciclismo su strada maschile che si svolse in Germania dal 1968 al 2006. Dal 2005 fu inserita nel programma dell'UCI Europe Tour come evento di classe 1.1.
Cambiò diverse volte denominazione: dal 1968 al 1992 si chiamò Grand Prix Baden-Baden, dal 1993 al 1996 Grand Prix Telekom, dal 1997 al 1999 Grand Prix Breitling, dal 2000 al 2001 Grand Prix EnBW, dal 2002 al 2003 Karlsruher Versicherungs Grand Prix e nel 2004 il nome definitivo.

## Albo d'oro
Aggiornato all'edizione 2006.
| Anno                                | Vincitore                                | Secondo                             | Terzo                                     |
| Grand Prix Baden-Baden              | Grand Prix Baden-Baden                   | Grand Prix Baden-Baden              | Grand Prix Baden-Baden                    |
| ----------------------------------- | ---------------------------------------- | ----------------------------------- | ----------------------------------------- |
| 1968                                | Ferdinand Bracke & Vittorio Adorni       | Jacques Anquetil & Rudi Altig       | Charly Grosskost & Roger Pingeon          |
| 1969                                | Herman Van Springel & Roger De Vlaeminck | Rudi Altig & Vittorio Adorni        | Hans Jünkermann & Wilfried Peffgen        |
| 1970                                | non disputato                            | non disputato                       | non disputato                             |
| 1971                                | Eddy Merckx & Herman Van Springel        | Gösta Pettersson & Tomas Pettersson | Charly Grosskost & Luis Ocaña             |
| 1972-88                             | non disputato                            | non disputato                       | non disputato                             |
| 1989                                | Laurent Fignon & Thierry Marie           | Tom Cordes & Rolf Gölz              | Harmut Bolts & Dominik Krieger            |
| 1990-91                             | non disputato                            | non disputato                       | non disputato                             |
| 1992                                | Dominik Krieger & Tony Rominger          | Udo Bölts & Jens Heppner            | Vjačeslav Ekimov & Olaf Ludwig            |
| Grand Prix Telekom                  |                                          |                                     |                                           |
| 1993                                | Gianni Bugno & Maurizio Fondriest        | Chris Boardman & Claudio Chiappucci | Thierry Marie & Pascal Lino               |
| 1994                                | Jens Lehmann & Tony Rominger             | Olaf Ludwig & Rolf Aldag            | Chris Boardman & Pascal Lance             |
| 1995                                | Andrea Chiurato & Tony Rominger          | Olaf Ludwig & Rolf Aldag            | Claudio Chiappucci & Beat Zberg           |
| 1996                                | Chris Boardman & Uwe Peschel             | Olaf Ludwig & Rolf Aldag            | Bjarne Riis & Jan Ullrich                 |
| Grand Prix Breitling                |                                          |                                     |                                           |
| 1997                                | Oscar Camenzind & Johan Museeuw          | Eddy Seigneur & Andrea Peron        | Jan Ullrich & Rolf Aldag                  |
| 1998                                | Udo Bölts & Christian Henn               | Jan Ullrich & Rolf Aldag            | Erik Zabel & Jens Heppner                 |
| 1999                                | Chris Boardman & Jens Voigt              | Laurent Jalabert & Abraham Olano    | Michael Boogerd & Erik Dekker             |
| Grand Prix EnBW                     |                                          |                                     |                                           |
| 2000                                | Michael Rich & Torsten Schmidt           | Oscar Camenzind & Robert Hunter     | Marc Wauters & Erik Dekker                |
| 2001                                | Christophe Moreau & Florent Brard        | Jens Lehmann & Thomas Liese         | Vjačeslav Ekimov & Víctor Hugo Peña       |
| Karlsruher Versicherungs-Grand Prix |                                          |                                     |                                           |
| 2002                                | Michael Rich & Uwe Peschel               | Laurent Jalabert & Nicolas Jalabert | Joseba Beloki & Igor González de Galdeano |
| 2003                                | Michael Rich & Sebastian Lang            | Georg Totschnig & Torsten Schmidt   | Bobby Julich & Aleksandr Vinokurov        |
| LuK Challenge                       |                                          |                                     |                                           |
| 2004                                | Bobby Julich & Jens Voigt                | Michael Rich & Uwe Peschel          | Markus Fothen & Sebastian Lang            |
| 2005                                | Bobby Julich & Jens Voigt                | Markus Fothen & Sebastian Lang      | Michael Rich & Uwe Peschel                |
| 2006                                | Markus Fothen & Sebastian Lang           | Fabian Cancellara & Fränk Schleck   | Marc Wauters & Niels Scheunemann          |